# Sellajoch

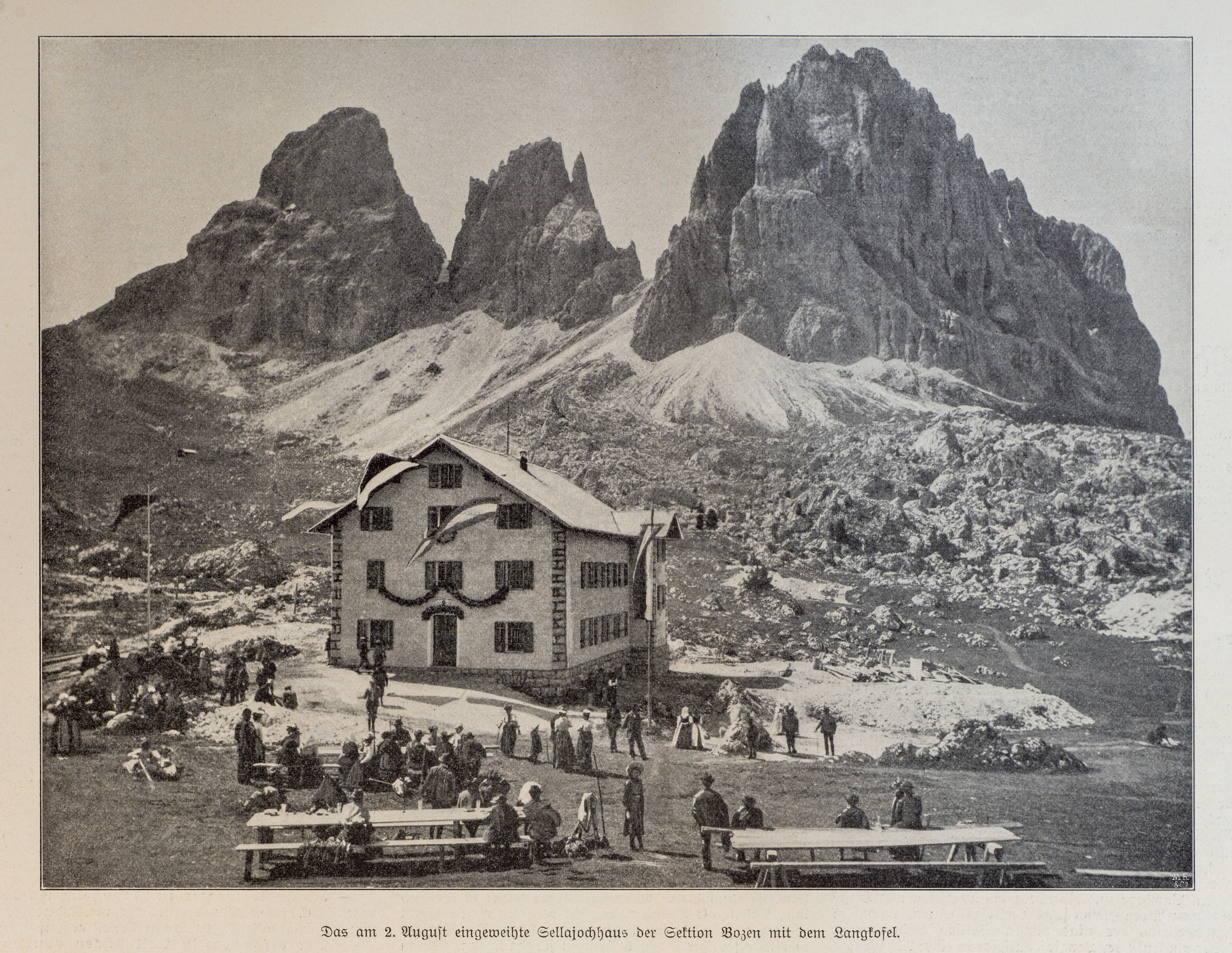
Eröffnung des Sellajochhauses 1903.

Das Sellajoch (italienisch Passo Sella, ladinisch Jëuf de Sela oder Jouf de Sela) ist ein 2218 m s.l.m. hoher italienischer Alpenpass in den Dolomiten.

## Lage und Höhe
Das Sellajoch verbindet in Nord-Süd-Richtung Gröden bei Wolkenstein (Südtirol) mit dem Fassatal bei Canazei (Trentino). Dabei führt das Joch zwischen der Sellagruppe im Osten und der Langkofelgruppe im Westen hindurch.
Zur Höhe des Sellajochs kursieren diverse Angaben. Der niedrigste Punkt der Wasserscheide zwischen Gröden und dem Fassatal wird meist auf 2213, 2214 oder 2218 m taxiert. Die vielfach publizierten Angaben 2240 und 2244 m beziehen sich auf den etwas östlich gelegenen Scheitelpunkt der Passstraße (SS 242).

## Geschichte
Archäologische Funde (Pfeilspitzen, Keramikscherben) sprechen für eine steinzeitliche Besiedlung der Gegend. Über die Nutzung des Passes in der Antike und im Mittelalter ist nichts Genaues bekannt.
1872 wurde die Passstraße, heute Teil der Strada Statale 242 di Val Gardena e Passo Sella, fertiggestellt. Die erste Herberge (Rifugio Carlo Valentini, 2218 m) am Sellajoch, in der vorwiegend Handelsreisende untergebracht waren, wurde 1884 von Carlo Valentini unterhalb der Passhöhe gebaut. 1904 folgte das Sellajochhaus (2180 m; erbaut vom Deutschen und Österreichischen Alpenverein), ein weiterer Gasthof (Maria Flora, 2240 m) wurde 1934 errichtet. Das Sellajochhaus wurde 2013 von den neuen Betreibern komplett abgerissen und durch einen modernen Hotelneubau ersetzt.
Am 14. Juli 1946 war das Sellajoch Schauplatz einer Großkundgebung der Ladiner (mit über 3000 Teilnehmern) zugunsten eines Anschlusses ihrer Täler und ganz Südtirols an Österreich.
Die erste Seilbahn aus dem Ersten Weltkrieg diente der Truppenversorgung. Mit dem Aufschwung des Tourismus in den Dolomiten Mitte der 1950er Jahre entstanden weitere Liftanlagen, Wanderwege, Klettersteige sowie Skipisten. Das Sellajoch ist auch der Ausgangspunkt für Klettertouren am Langkofel und an den Sellatürmen.

## Alpinismus
Das Sellajoch bildet zusammen mit dem Pordoijoch, dem Grödner Joch und dem Campolongopass die Vierpässefahrt „Sellarunde“ (italienisch Sella Ronda) rund um den Sellastock.
Im Winter ist das Gebiet angeschlossen an die überregionale Ski-Kooperative Dolomiti Superski. Der Sellastock kann auf präparierten Skipisten in beiden Richtungen umrundet werden.
Vom Sellajochhaus führt eine Stehgondelbahn im Sommer in die Langkofelscharte zur Toni-Demetz-Hütte. Weitere Sessellifte unterhalb der Langkofelgruppe erreichen den Grohmann-Grat. Wanderwege führen westlich durch die Langkofelscharte oder rund um den Langkofel nach St. Christina in Gröden, südlich zum Col Rodella und nach Campitello im Fassatal oder durch das Val Salei nach Canazei sowie nördlich zwischen großen Felsbrocken und Geröllhalden des Langkofels (die so genannte Steinerne Stadt) hindurch nach Wolkenstein. Nach Osten führt der Pößnecker Klettersteig in die Sellatürme hinein.
Das Skigebiet liegt nicht auf der Passhöhe, sondern rund 2 km weiter nördlich auf Seiten des Grödner Tals unterhalb der Passhöhe. Erschlossen ist es durch Seilbahnen und Skilifte am Piz Sella und Piz Seteur, ausgehend von Plan de Gralba, einem Ortsteil von Wolkenstein.

Das Sellajoch liegt auch entlang der Strecke des Automobilrennens Coppa d’Oro delle Dolomiti.

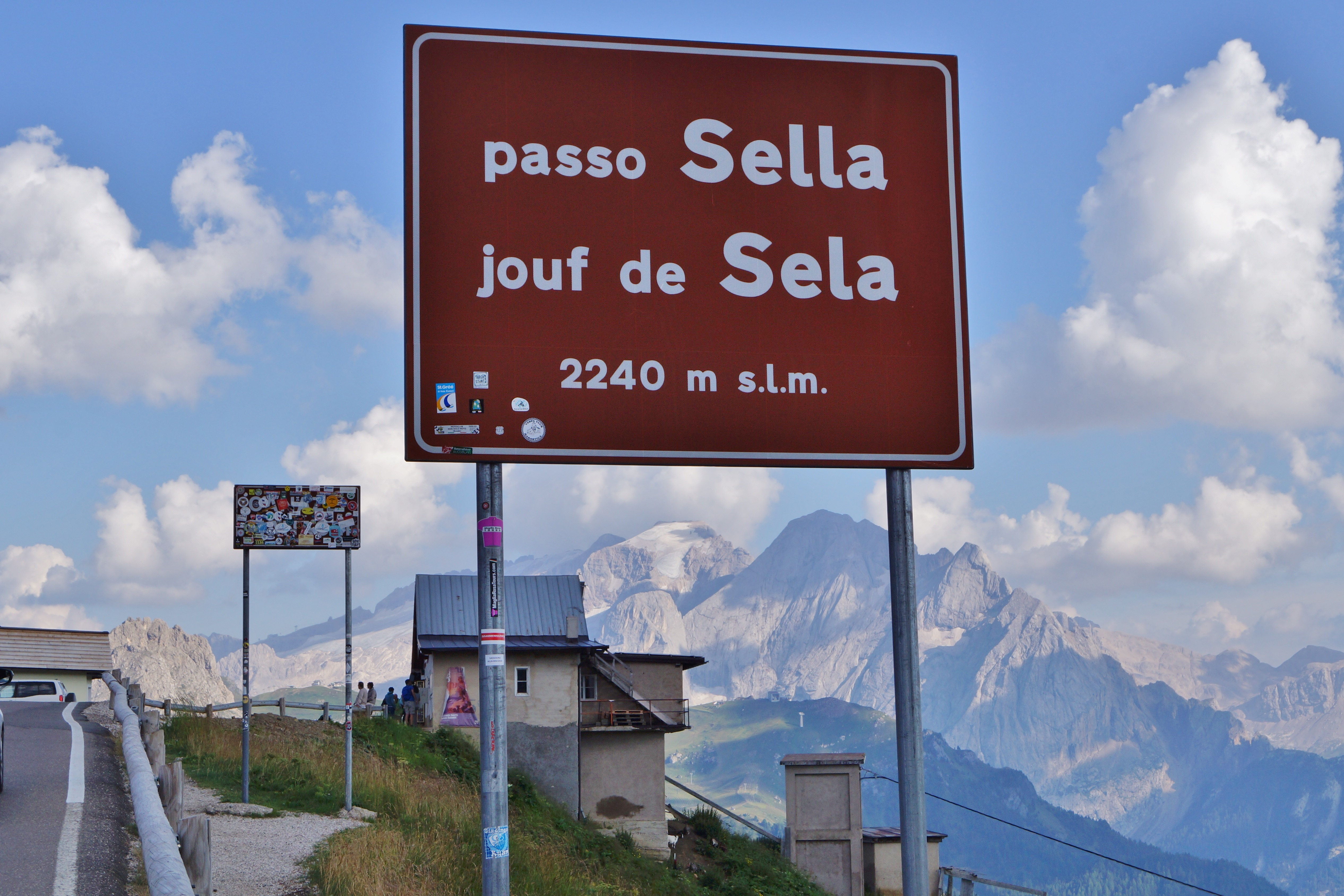
Schild am höchsten Punkt des Straßenverlaufs über das Sellajoch bei Einfahrt ins Trentino.

## Radsport
Das Sellajoch wurde erstmals im Jahr 1940 vom Giro d’Italia, dem größten Radrennen Italiens, überquert. Damals stellte er den Schlussanstieg der 17. Etappe dar, die von Pieve di Cadore über 110 Kilometer nach Wolkenstein führte. Die damalige Austragung stand im Zeichen der beginnenden Rivalität zwischen Gino Bartali und seinem jüngeren Teamkollegen Fausto Coppi, der in jenem Jahr die Alpen in der Maglia Rosa erreichte. Die beiden Legnano-Fahrer setzten sich bereits im ersten Anstieg des Tages, dem Passo di Falzarego ab und führten gemeinsam über den Pordoijoch, wobei Gino Bartali zweimal wegen eines Defekts auf Fausto Coppi wartete. Als Gino Bartali in der Südauffahrt des Sellajochs selbst wegen eines Defekts anhalten musste, setzte sich Fausto Coppi von seinem Teamkollegen ab, ehe er von seinem Teamchef angewiesen wurde zu warten. Gino Bartali überquerte daraufhin die Passhöhe des Sellajochs als Erster und gewann im Anschluss auch die Etappe.
In den Jahren 1952 und 1953 stellte das Sellajoch die Schlusssteigung auf dem Weg nach Bozen dar. Beide Male führte Fausto Coppi über die Passhöhe, wobei er im Jahr 1952 einen großen Vorsprung von mehr als fünf Minuten herausfuhr und so den Grundstein für seinen vierten von fünf Gesamtsiegen legte.
Nach einer längeren Abwesenheit wurde das Sellajoch beim Giro d’Italia 1969 erstmals von der Nordseite im Anschluss an das Grödner Joch befahren. Die Passhöhe wurde damals jedoch in der ersten Hälfte der Renndistanz erreicht. Im Jahr 1970 stellte die Südauffahrt den abschließenden Anstieg der letzten Etappe der Rundfahrt dar, die in Bozen zu Ende ging. Nach Claudio Michelotto und Luciano Armani führten in den Jahren 1976 und 1977 mit Andrés Gandarias bzw. Ueli Sutter erstmals keine Italiener über die Passhöhe, die über die Nordseite erreicht wurde. In den Jahren 1983 und 1984 wurde die Sellagruppe von Corvara aus im Uhrzeigersinn umrundet, wobei das Sellajoch etwa zur Hälfte der Runde erreicht wurde. Beim Giro d’Italia 1983 setzte sich der Franzose Laurent Fignon bereits im Pordoijoch von den restlichen Fahrern ab und umrundete die Sellagruppe als Solist. Er gewann die Etappe und übernahm das Rosa Trikot, das er im Abschlusszeitfahren von Verona jedoch an den Italiener Francesco Moser verlor. In den Jahren 1987, 1990 und 1997 war das Sellajoch ein Teil anspruchsvoller Dolomiten-Etappen, wobei er stets aus nördlicher Richtung befahren wurde.
Beim Giro d’Italia 1998 wurde das Sellajoch erstmals seit dem Jahr 1970 wieder als Schlussanstieg einer Etappe überquert. Nachdem sie sich im Passo Fedaia vom gesamtführenden Pavel Tonkov abgesetzt hatten, absolvierten Giuseppe Guerini und Marco Pantani die Südauffahrt des Sellajochs gemeinsam und holten dabei die Fahrer der Ausreißergruppe ein. Giuseppe Guerini gewann die Etappe in Wolkenstein, während Marco Pantani über die Passhöhe führte und die Maglia Rosa übernahm. Wenige Tage später gewann er die Gesamtwertung des Giro d’Italia. Zwei Jahre später führte das Finale der 13. Etappe erneut über den Passo Fedaia und das Sellajoch nach Wolkenstein.
Seit dem Jahr 2000 wurde das Sellajoch drei weitere Male überquert. Während der Giro d’Italia 2002 über die Nordauffahrt führte, wurde die Passhöhe in den Jahren 2005 und zuletzt 2016 über die Südseite erreicht. Im Laufe der Austragungen wurden unterschiedliche Bergwertungen auf der Passhöhe abgenommen. In den Jahren 1969, 1976 und 1998 stellte der Pass als höchster Punkt der Rundfahrt die Cima Coppi dar.
Im Jahr 2024 wurde das Sellajoch zu Beginn der 17. Etappe überquert, die von Wolkenstein auf den Passo Brocon führte. Ursprünglich hätte auf der Passhöhe eine Bergwertung der 2. Kategorie abgenommen werden sollen. Da der Umbrailpass auf der 16. Etappe nicht befahren werden konnte, stellte das Sellajoch als höchster noch zu befahrender Punkt die Cima Coppi der 107. Austragung dar.
| Jahr | Etappe     | Bergwertung  | Fahrer               | Auffahrt              |
| ---- | ---------- | ------------ | -------------------- | --------------------- |
| 1940 | 17. Etappe | GPM          | Gino Bartali         | Süd (× Pordoijoch)    |
| 1952 | 11. Etappe | GPM          | Fausto Coppi         | Süd (× Pordoijoch)    |
| 1953 | 19. Etappe | GPM          | Fausto Coppi         | Süd (× Pordoijoch)    |
| 1969 | 21. Etappe | Cima Coppi   | Claudio Michelotto   | Nord (× Grödner Joch) |
| 1970 | 20. Etappe | GPM          | Luciano Armani       | Süd (× Pordoijoch)    |
| 1976 | 19. Etappe | Cima Coppi   | Andrés Gandarias     | Nord (× Grödner Joch) |
| 1977 | 18. Etappe | GPM          | Ueli Sutter          | Nord (× Grödner Joch) |
| 1983 | 20. Etappe | GPM          | Alessandro Paganessi | Süd (× Pordoijoch)    |
| 1984 | 20. Etappe | GPM          | Laurent Fignon       | Süd (× Pordoijoch)    |
| 1987 | 16. Etappe | GPM          | Jean-Claude Bagot    | Nord (× Grödner Joch) |
| 1990 | 16. Etappe | GPM          | Maurizio Vandelli    | Nord (× Grödner Joch) |
| 1997 | 19. Etappe | 1. Kategorie | José Jaime González  | Nord (Wolkenstein)    |
| 1998 | 17. Etappe | Cima Coppi   | Marco Pantani        | Süd (Canazei)         |
| 2000 | 13. Etappe | 1. Kategorie | Gilberto Simoni      | Süd (Canazei)         |
| 2002 | 17. Etappe | 1. Kategorie | Ruben Marin          | Nord (× Grödner Joch) |
| 2005 | 13. Etappe | 1. Kategorie | José Rujano          | Süd (Canazei)         |
| 2016 | 14. Etappe | 2. Kategorie | David López Garcia   | Süd (× Pordoijoch)    |
| 2024 | 17. Etappe | Cima Coppi   | Giulio Pellizzari    | Nord (Wolkenstein)    |